# 제1우주여단
제1우주여단(1st Space Brigade)는 미국 육군 우주미사일방어사령부 소속 우주전부대이다. 콜로라도주 콜로라도스프링스 페터슨 우주군기지에 본부를 두고 있다.

## 역사
2003년 5월에 임시 조직으로 설립되어 2005년에 정식 부대로 승인되었다.
2006년 1월 31일, 제1우주여단의 어깨소매휘장과 고유부대휘장이 승인되었다.
제1위성통제대대는 제53통신대대로 재편성되었다.
2017년, 제2우주대대가 창설되었다.
2019년 5월 1일, 제53통신대대가 태스크포스 이글을 재편성한 위성운영여단으로 전속하였다.
2019년, 5개 미사일방어포대가 행정관리통제부대로 지정되었다. 작전통제권한은 가까운 방공포병여단에서 가지고 있다.

## 부대

소속 대대의 고유부대휘장
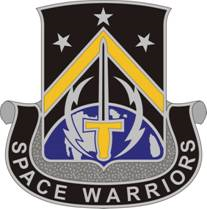
제1우주대대
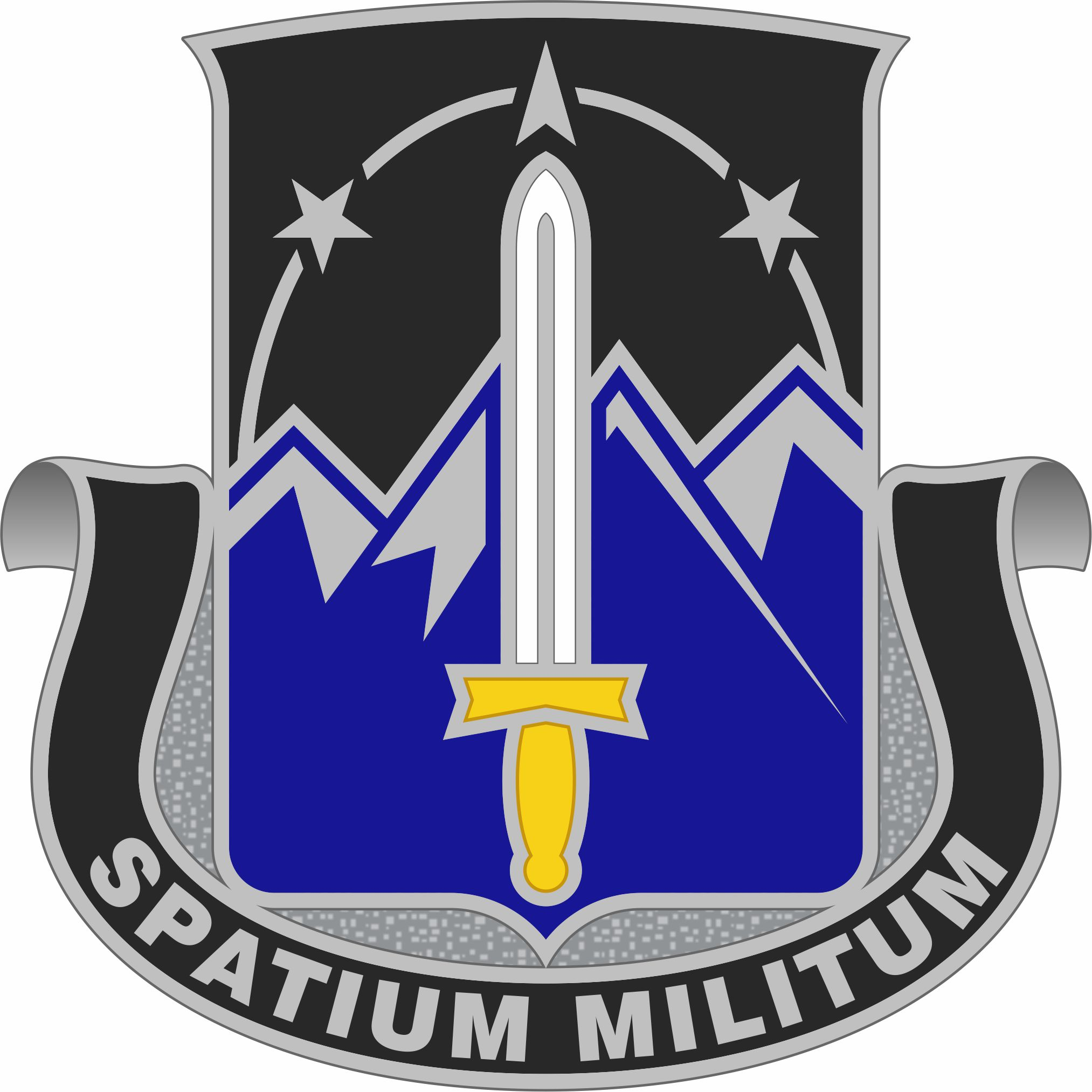
제2우주대대
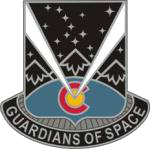
제117우주대대

- 제1우주대대 - 콜로라도주 포트 카슨; 1999년, 창설
- 제2우주대대 (육군 예비군) - 콜로라도주 콜로라도스프링스; 2017년, 창설
  - 제3우주중대
  - 제5우주중대
  - 제8우주중대
- 제117우주대대 (콜로라도주 육군 국가방위대)
- 제10미사일방어포대 - 일본 샤리키 통신소
- 제11미사일방어포대 - 터키
- 제12미사일방어포대 - 사우디아라비아
- 제13미사일방어포대 - 이스라엘
- 제14미사일방어포대 - 일본 교가미사키 통신소

## 같이 보기
- 제100미사일방어여단

## 참고
1. 1 2  “1ST SPACE BRIGADE: Shoulder Sleeve Insignia 31 January 2006”. The Institute of Heraldry. 2023년 8월 28일에 확인함.
2. 1 2  “1ST SPACE BRIGADE: Distinctive Unit Insignia 31 January 2006”. The Institute of Heraldry. 2023년 8월 28일에 확인함.
3. ↑  “1ST SPACE BATTALION: Distinctive Unit Insignia”. The Institute of Heraldry. 2003년 11월 13일. 2023년 8월 28일에 확인함.
4. ↑  “2d Space Battalion: Distinctive Unit Insignia”. The Institute of Heraldry. 2017년 9월 20일. 2023년 8월 28일에 확인함.
5. ↑  “117TH SPACE BATTALION: Distinctive Unit Insignia”. The Institute of Heraldry. 2008년 9월 4일. 2023년 8월 28일에 확인함.